# Julián López

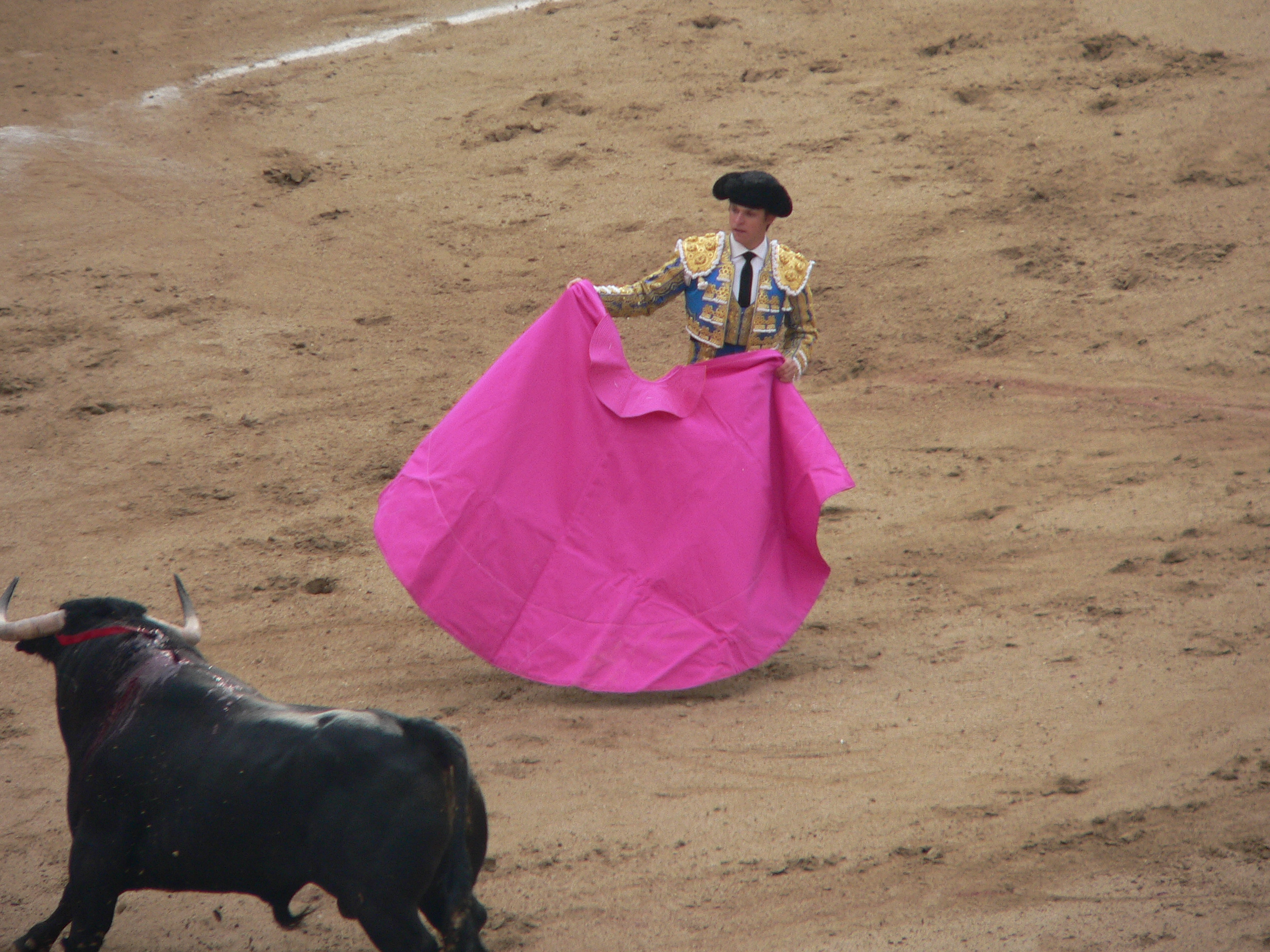
El Juli in Madrid, 2007

Julián López Escobar (Madrid, 2 oktober 1982), bijgenaamd El Juli is een Spaans torero. 
Omdat het in Spanje reglementair verboden is om jonger dan 16 jaar in een arena en voor publiek een stier te doden, debuteerde Lopez als vijftienjarige in de arena van Texcoco (Mexico). Hij werd op 18 september 1998 (zestien jaar oud) in het Franse Nîmes gepromoveerd tot matador de toros. Bij zijn promotie was Jose Maria Manzanáres, de vader van de huidige matador de toros José Maria Manzanáres de padrino en fungeerde José Ortega Cano als getuige. De stieren waren afkomstig van Daniel Ruiz Yague. De promotie van El Juli werd op 17 mei 2000 in Madrid bevestigd door Enrique Ponce met Francisco Rivera Ordoñez als getuige. Ditmaal kwamen de stieren van Samuel Flores. 
Julián López werd tot nog toe tweemaal in triomf op de schouders de ring van Madrid uitgedragen. Eenmaal als novillero en eenmaal (in mei 2007) als beëdigd matador de toros. Tegenwoordig wordt hij gemanaged door oud-matador Roberto Dominguez. 